# Kaka (fågel)
Kaka (Nestor meridionalis) är en papegoja från Nya Zeeland av släktet Nestor. Dess närmaste släkting är kean, men kakan har mörkare fjäderdräkt än denna, och föredrar en skogigare miljö. 

## Kännetecken
Kakan är en mellanstor papegoja. Den är cirka 45 cm lång och väger runt 550 gram. Fjäderdräkten är starkt mönstrad i brun/grön/grå med orange och klarröda markeringar under vingarna. Det finns enstaka individer som har röd eller gul färgsättning på bröstet. 

## Utbredning och systematik
Kakan delas in i två underarter med följande utbredning:
- Nestor meridionalis septentrionalis – Nordön och närliggande småöar
- Nestor meridionalis meridionalis – Sydön, Stewartön och större närliggande öar

## Levnadssätt
Kakan lever i skogar på låg till mellanhög höjd. Den livnär sig på frukter, bär, frön, blommor, knoppar, nektar och evertebrater. Fågeln häckar i naturliga hålutrymmen i gamla eller döende träd, vari den vanligen lägger fyra ägg. Det tar ungarna över sju månader att bli fullt självständiga.

## Bildgalleri

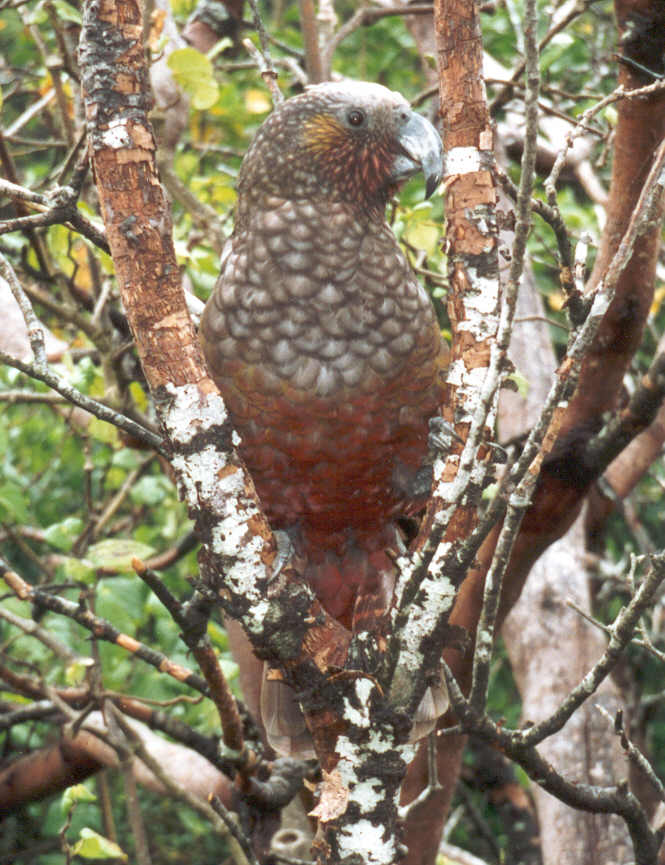

## Status
Internationella naturvårdsunionen IUCN kategoriserar arten som sårbar. Världspopulationen tros bestå av under 10 000 individer och uppskattas också minska kraftigt på grund av predation och konkurrens från invasiva arter. Nya data visar att fågeln i stort sett försvunnit från de nyzeeländska huvudöarna. För tre generationer sedan förekom 90 % av populationen på huvudöarna, medan idag är den siffran nere på 50 %.